# بساح
ال بساه یک منطقهٔ مسکونی در اردن است که در استان عمان واقع شده‌است.